# Caso difícil
Caso difícil, também conhecido como hard case, é uma expressão utilizada por teóricos do direito para definir casos nos quais se verifica uma lacuna ou obscuridade na aplicação da lei ao caso concreto, e por isso, não existe um raciocínio lógico-dedutivo simples a partir de uma regra jurídica existente para a solução da controvérsia.

## Hard casesegundo H. L. A. Hart
Segundo Hart (representante do juspositivismo), a existência de casos difíceis se dá por conta da “textura aberta do direito”. Explica-se: para todas as regras há um “núcleo de certeza”, ou seja, existem casos que certamente são ou não regulamentados por determinada norma jurídica; mas também há uma “penumbra de dúvida”, ou seja, casos nos quais há incerteza ou ambiguidade na aplicação da norma.
A lei não consegue prever todos os casos, e tal limitação é inerente à linguagem humana. Como exemplo, ele cita uma norma que proíbe veículos dentro de um parque; existem casos claros nos quais esta norma certamente se aplica (automóveis, por exemplo), mas existem casos mais duvidosos (bicicletas, aviões, patins), em que não há uma resposta certa. As formas de interpretação não podem eliminar estas incertezas, pois elas próprias se utilizam de termos que exigem interpretação, e assim, não possuem objetividade.
A teoria de Hart sustenta que, nestes casos, o juiz não apenas aplica as normas; ele as cria. Quando as regras não são claras, há um espaço para a discricionariedade do juiz. Ele poderia se apoiar em doutrina jurídica e jurisprudência para conferir racionalidade à sua decisão, mas o recurso a estas fontes não necessariamente fornecem uma única resposta correta. Por isso, ao decidir sobre estes casos, o juiz acaba por criar a norma que ele próprio irá aplicar ao caso concreto. Não há, assim, uma única resposta correta para solucionar um caso difícil.

## Hard casesegundo Ronald Dworkin
Para Dworkin (representante do jusmoralismo), quando não há nenhuma regra regulando o caso, ainda assim, uma das partes tem um direito a ser protegido – em outras palavras, não há uma criação discricionária do direito pelo juiz, como defende Hart. O juiz deve descobrir quais são os direitos das partes, e não inventar o direito.
Dworkin não nega que os juízes divergem quanto à aplicação do direito em um hard case, mas isso não significa, para ele, que não há direito algum a ser aplicado nestes casos, e que o juiz “cria” o direito. Seu argumento é que, quando a verdade sobre determinado fato não é descoberta, isto não significa que a verdade não existe. Assim, para se buscar esta “verdade” (ou ao menos ficar o mais próximo possível dela), um juiz deverá seguir tanto a integridade textual (ajuste da justificativa de sua decisão à lei e à legislação) quanto a equidade política (respeito à opinião pública que levou às declarações realizadas no processo legislativo). Ambas as formas de interpretação deverão estar sujeitas ao tempo, e às mudanças principiológicas e políticas ocorridas após a edição da lei.
Dworkin coloca, ainda, que esta diferenciação entre casos “fáceis” e “difíceis” é inútil; para tanto, ele usa como exemplo o caso Elmer, em que o neto assassinou o avô para receber a herança. Neste caso, não existe lacuna alguma na lei; a lei determina apenas que os netos recebem a herança dos avós, e ninguém, numa situação normal, acharia esta lei lacunosa. Porque neste caso se entendeu que há uma lacuna? Para Dworkin, não há lacuna; o que torna este caso “difícil” é apenas o fato de haver um argumento forte, contrário a nossos princípios, de que assassinos não poderão herdar da pessoa a quem eles assassinaram. Assim, todos os casos, dependendo do prisma em que são analisados, podem de alguma forma ser difíceis; não há necessidade desta diferenciação entre casos fáceis e difíceis na doutrina, sendo que a interpretação com base na integridade e na equidade deverá se dar em quaisquer desses casos.

## Hard casesegundo Neil MacCormick
De acordo com MacCormick, o hard case, que também é por ele chamado caso-problema, ocorre na medida em que há argumentos opostos e igualmente fortes em ambos os lados da questão, o que gera uma dificuldade em chegar a uma decisão que seja a melhor possível.
Neste sentido – e concordando com Hart -, para ele em alguns casos pode haver mais de uma resposta razoável, ou um conjunto de respostas cuja irrazoabilidade não pode ser demonstrada. Isto porque, pessoas diferentes sopesam valores e interesses de maneira diferente, e é difícil ou mesmo impossível demonstrar que a abordagem de um é superior à de outro. É por isso que se torna necessário estabelecer autoridades encarregadas de tomar decisões, desde que sejam pessoas sábias e experientes, e desde que haja mecanismos de controle sobre suas decisões, pois esta é a melhor forma de se lidar com “o caráter não-unívoco do razoável”.